# Porte de Saint-Ouen (metropolitana di Parigi)
Porte de Saint-Ouen è una stazione della linea 13 della metropolitana di Parigi.

## La stazione
La stazione è stata inaugurata nel 1911.
È una delle poche stazioni della metropolitana di Parigi ad avere una scala mobile che collega direttamente i marciapiedi alla strada.

## Interscambi
- Bus RATP - 81, PC3, 540